# Hohensteintunnel
Der Hohensteintunnel ist ein 103 m langer Eisenbahntunnel der Bahnstrecke Plochingen–Immendingen im Landkreis Rottweil in Baden-Württemberg.

## Lage und Verlauf
Der Tunnel liegt zwischen den Streckenkilometern 117,382 und 117,486.
Die Trasse verläuft im Tunnel gerade, an beide Portale schließen sich Bögen an. Die zulässige Geschwindigkeit beträgt 90 km/h.
Im Tunnel liegt die Gemarkungsgrenze zwischen Dietingen und Rottweil.
Das Einfahrsignal für den Bahnhof Talhausen steht südlich des Tunnels. Bahnbetrieblich ist der Tunnel damit Bestandteil des Betriebsbahnhofs.

## Geschichte
Der Tunnel wurde zwischen 1868 und 1888 errichtet. Der Streckenabschnitt zwischen Talhausen und Rottweil wurde am 23. Juli 1868 eröffnet. Das Bauwerk wurde 1927 bilanziell aktiviert.
Der zweigleisig errichtete Tunnel wurde nach dem Zweiten Weltkrieg auf ein Gleis (auf der Ostseite des Tunnels) zurückgebaut.
2008 war das Bauwerk der Zustandsnote 1 („Punktuelle Schäden am Bauwerksteil, welche die Sicherheit nicht beeinflussen. Maßnahmen des vorbeugenden Unterhalts sind bei langfristig [länger als 30 Jahre] zu erhaltenden Bauwerksteilen auf ihre Wirtschaftlichkeit hin zu prüfen.“) zugeordnet, 2014 und 2017 der Zustandsnote 3 („Umfangreiche Schäden am Bauwerksteil, welche die Standsicherheit nicht beeinflussen. Eine Instandsetzung ist noch möglich, ihre Wirtschaftlichkeit ist zu prüfen“).
Um 2014 wurde der Tunnel täglich von 14 Zügen des Schienenpersonenfernverkehrs, 35 Zügen des Schienenpersonennahverkehrs, 19 Güterzügen und 6 sonstigen Zügen befahren (Summe beider Richtungen).
Ab 2015 war eine dreijährige Sanierung des Mauerwerks und der Portale geplant (Stand: 2014).